# Gulewo
Gulewo – wieś sołecka w Polsce położona w województwie mazowieckim, w powiecie gostynińskim, w gminie Gostynin.
W latach 1975–1998 miejscowość administracyjnie należała do województwa płockiego.
Wieś Gulewo jest najdalej na zachód położoną wsią województwa mazowieckiego. 
W Gulewie urodził się ks. Roch Łaski (1902 - 1949), kapłan diecezji łódzkiej, kapelan Wojska Polskiego, więzień KL Dachau, w latach 1946 - 1949 proboszcz parafii Świętej Małgorzaty i Świętego Augustyna w Witowie, po aresztowaniu i pobiciu przez funkcjonariuszy Urzędu Bezpieczeństwa zmarł 13 maja 1949 r..